# Derwent Reservoir (Derbyshire)
Das Derwent Reservoir ist der mittlere von drei Stauseen im Oberlauf des Derwent in Derbyshire, England. Der Stausee liegt zwischen Glossop und Sheffield im Peak District und dient der Trinkwasserversorgung in Derbyshire und South Yorkshire durch die Ableitung des Wassers im Derwent Valley Aqueduct. Das Reservoir wird von Severn Trent Water betrieben.
Der Stausee ist etwa 2 km lang und verläuft in Nord-Süd-Richtung. Der Derwent ist der Hauptzufluss des Stausees. Das Reservoir schließt sich im Norden direkt an die Staumauer des Howden Reservoir an, wo sich auch eine kleine Insel befindet. Der Abbey Brook ist ein weiterer Zufluss des Stausees. Der Derwent entwässert den Stausee im Süden und fließt dort weiter in das Ladybower Reservoir.
Die Staumauer im neugotischen Stil ist vollständig aus behauenem Naturstein gemauert.

## Geschichte
Mit dem Bau des Derwent Reservoir wurde 1902, ein Jahr nach dem Baubeginn des Howden Reservoirs, begonnen. Die Konstruktion erwies sich anfänglich als schwierig, so dass erst im November 1914 die Aufstauung des Sees begann. Im Januar 1916 war der See das erste Mal vollständig gefüllt.
Für einen Teil der bis zu 2700 Bauarbeiter, die an den beiden Staudämmen arbeiteten, wurde eine Siedlung aus Blechhütten angelegt, die offiziell Birchinlee hieß, im Allgemeinen aber "Tin Village" (deutsch: Blechdorf) genannt wurde und die alle Einrichtungen eines Ortes für 1000 Einwohner bot.
Zwischen dem Dorf Bamford und der Baustelle wurde eine Bahnlinie verlegt, über die die Steine für die Staumauern aus einem dafür eingerichteten Steinbruch in der Nähe von Grindleford transportiert wurden. Reste dieser Bahnstrecke sind zwar heute noch zu erkennen, heute verläuft jedoch die Straße entlang des Stausees auf der Strecke.
Um zusätzlich Wasser in den Stausee zu bringen, wurde zwischen 1920 und 1931 eine Ableitung der Flüsse Ashop und Alport gebaut.
Im Zweiten Weltkrieg wurde das Areal wegen der Ähnlichkeit der Landschaft um den Stausee mit der der Talsperren im heutigen Nordrhein-Westfalen und Hessen als Übungsort für die Operation Chastise genutzt. Heute erinnert das Derwent Valley Museum an die RAF-Einheit, die diese Angriffe ausführte. Das Museum erinnert auch an die Dörfer Derwent und Ashopton, die im Ladybower Reservoir versunken sind.

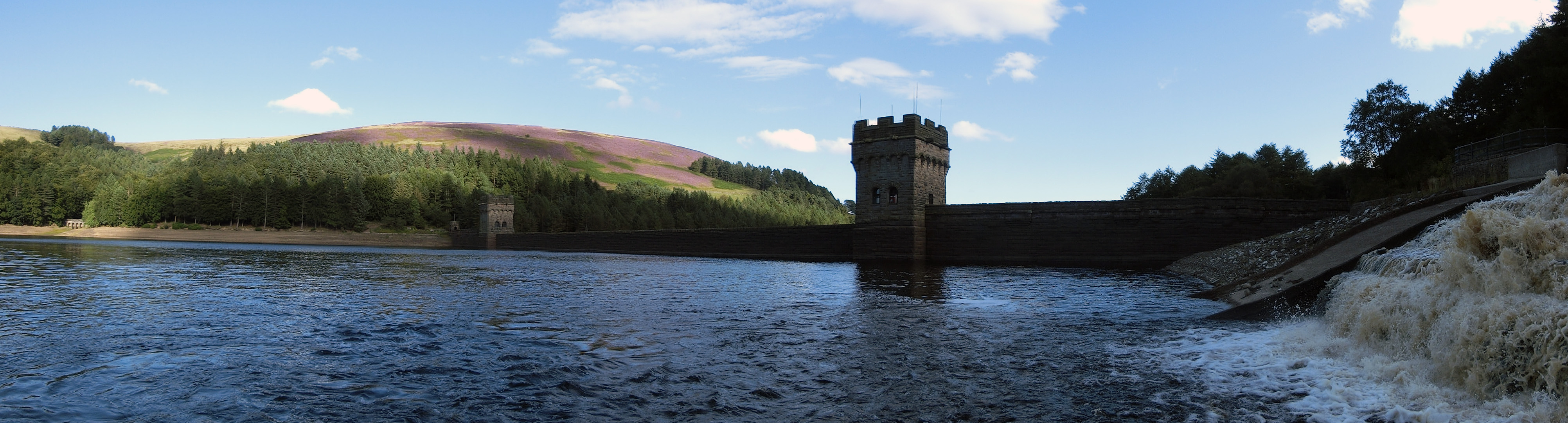
Die Derwent-Staumauer im August 2017